# Prospalta nigrita
Prospalta nigrita är en fjärilsart som beskrevs av Achille Guenée 1863. Prospalta nigrita ingår i släktet Prospalta och familjen nattflyn. Inga underarter finns listade i Catalogue of Life.